# Drahkov
Obec Drahkov (německy Drachkau) se nachází v okrese Plzeň-jih, kraj Plzeňský. Žije zde 133 obyvatel.

## Historie
První písemná zmínka o obci pochází z roku 1379.